# Tragia furialis
Tragia furialis là một loài thực vật có hoa trong họ Đại kích. Loài này được Bojer miêu tả khoa học đầu tiên năm 1837.